# Style sulpicien
 (juillet 2021).

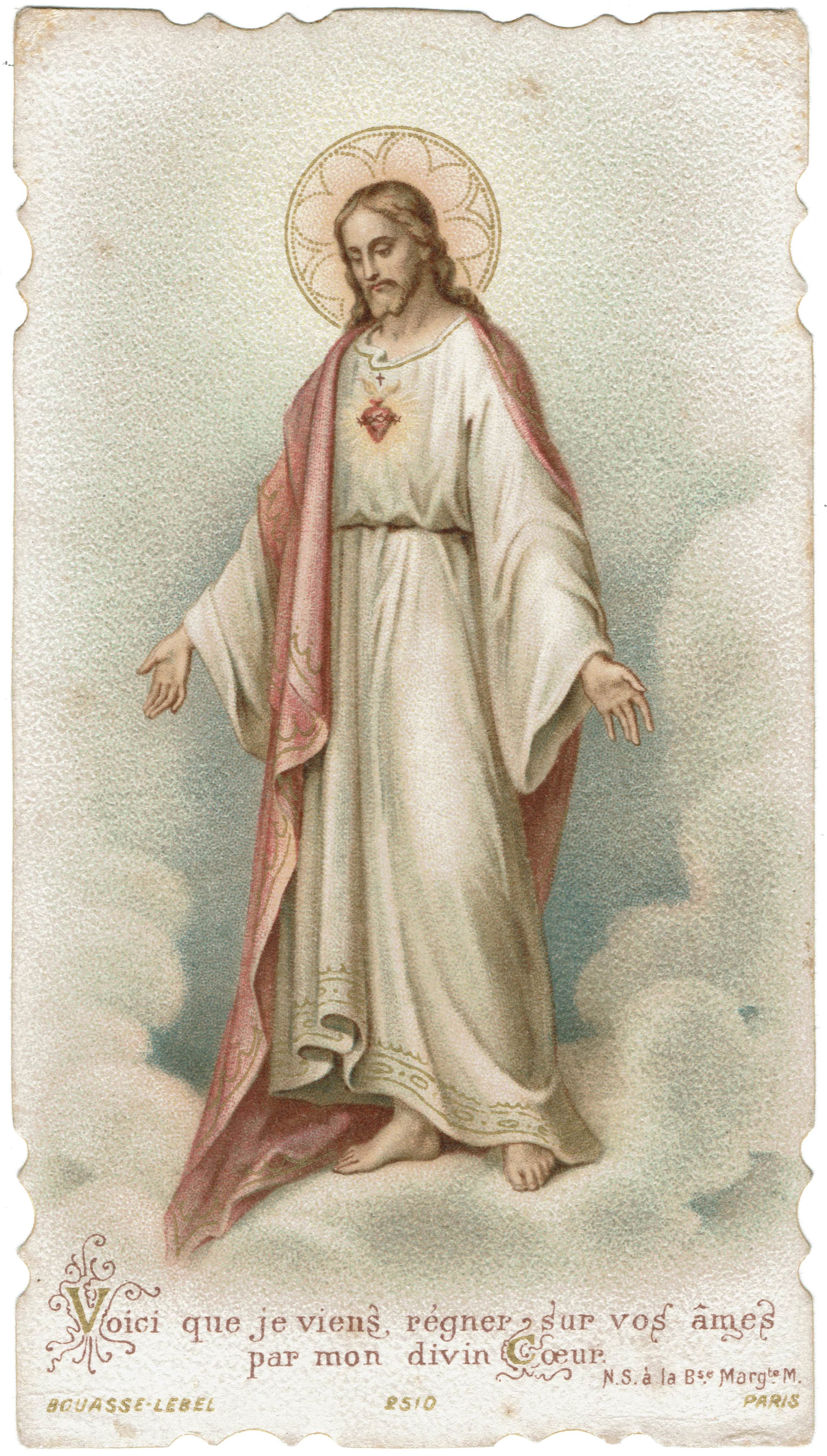
Sacré Cœur de Jésus, image pieuse Bouasse Lebel (fin XIXe siècle).

Le style sulpicien, style saint-sulpicien ou art « de Saint-Sulpice », désigne un courant esthétique et artistique d’images et d’objets religieux chrétiens, en particulier catholiques, et communément associé à la seconde moitié du XIXe siècle et au début du XXe siècle. L’expression « art de Saint-Sulpice » est originellement péjorative, sans aucune rigueur scientifique et ne trouve son origine que dans le nom du lieu parisien où les œuvres concernées se vendaient le plus, la place Saint-Sulpice. Aujourd’hui encore, le concept reste assez vague et peut s’appliquer à des statues, des vitraux, des images pieuses, etc.
Les œuvres sulpiciennes ont pour but de susciter la dévotion et baignent dans une atmosphère de paix et de recueillement. Caractérisées par un certain sentimentalisme, leur langage plastique typiquement éclectique prend souvent des formes plus ou moins néo-romanes, néo-gothiques, néo-classiques, baroques, etc.
Devenu incontournable dans la seconde moitié du XIXe siècle, apprécié par les fidèles et les ecclésiastiques, l’art dit « de Saint-Sulpice » commence à être critiqué largement par les intellectuels catholiques à partir de la fin du XIXe siècle,. 
La réprobation devient générale après les années 1920. Le style saint-sulpicien est alors accusé d'être « fade » ou « mièvre », d’uniformiser l’art et de nuire aux artistes chrétiens. En effet, les œuvres souvent produites dans des manufactures, achetées sur catalogue, recourent fréquemment à la fabrication en série (assistée parfois de moyens industriels) et inondent les marchands. Face à ces critiques, la production décline et l'arrêt presque total de cette dernière se produit vers le milieu du XXe siècle. Dès lors, vivement décriées et surtout incomprises, les œuvres relevant de ce style sont détruites en masse, notamment dans le sillage de la réforme liturgique qui a suivi le deuxième concile du Vatican. 
Au début du XXIe siècle, cette forme d’art suscite un nouvel intérêt, comme en témoignent les études scientifiques, les restaurations d’intérieurs d’église et les classements divers des artefacts restants.

## Origine de l'expression
L'expression « style saint-sulpicien » est parfois attribuée, à tort, à Léon Bloy dans son roman La Femme pauvre.
Elle apparaît en réalité dans la grande presse des années 1890.  Elle trouve son origine dans les nombreuses échoppes qui vendaient des objets religieux autour de l’église Saint-Sulpice, à Paris. Elle s'explique par le fait que les alentours de cet édifice, dans le nord du quartier de l'Odéon, regroupaient traditionnellement de nombreux magasins de livres, d'images et d'objets religieux. Le quartier reste d'ailleurs bien pourvu en librairies et boutiques spécialisées en objets religieux chrétiens (parmi lesquels : La Procure, la Librairie Saint-Paul, Téqui...).
L'emploi péjoratif de « sulpicien » n'est donc pas lié à l'église Saint-Sulpice, ni à la Compagnie des prêtres de Saint-Sulpice.

## Origine et développement
Il est communément admis que l’art dit de Saint-Sulpice trouve ses origines dans l’art dévotionnel de la Contre-Réforme après le concile de Trente, mais les œuvres religieuses reconnues véritablement comme saint-sulpiciennes sont généralement datées entre la seconde moitié du XIXe siècle et le premier tiers du xxe siècle.
La Révolution avait ruiné un grand nombre de lieux de culte et les ecclésiastiques ressentaient en ce début de xixe siècle le besoin d’obtenir, à prix modique, de nouvelles statues et images pour leurs églises et chapelles. Ils avaient également besoin d’images imprimées dans le cadre de l’éducation et du catéchisme. 
Le style Saint-Sulpicien n’a vraiment pris son essor qu’au cours de la seconde moitié du xixe siècle. C’est l’époque où les manufactures d’art chrétien se développent et s’industrialisent, où le chemin de fer et le commerce maritime s'intensifient permettant l’approvisionnement de magasins spécialisés comme ceux de la place Saint-Sulpice et la diffusion à l'étranger. 
Enfin, l’intérêt pour l’art chrétien est, à cette époque, à son maximum. On scrute les œuvres du passé pour s’en inspirer. Les échanges intellectuels entre artistes chrétiens via diverses revues sont nombreux. Dans sa revue Annales archéologiques, l'archéologue A.N. Didron (1806-1867) veut par exemple ressusciter l’art du vitrail médiéval. L'ouvrage du père jésuite Charles Cahier, Caractéristiques des saints dans l'art populaire, publié en 1867, est une source d'inspirations pour les fabricants d'images et de statues. 
Certains, comme le statuaire Léon Moynet (1818-1892) ou le sculpteur Josef Ignaz Raffl (1828-1895; directeur de la maison Raffl), se nourrissent de toutes ces informations et progrès techniques et vont proposer une forme d’art éclectique reprenant le langage esthétique de diverses époques, et ce, pour un cout limité grâce à la fabrication en série. 

## Rôle social
Les œuvres saint-sulpiciennes placées fréquemment dans l'espace public au XIXe siècle ont parfois un objectif social (calvaire de chemin, statue de carrefour…). Il s’agit de reconquérir symboliquement l’espace public et de ramener Dieu dans la vie de la cité. Elles participent ainsi à la recharge sacrale après la Révolution. 

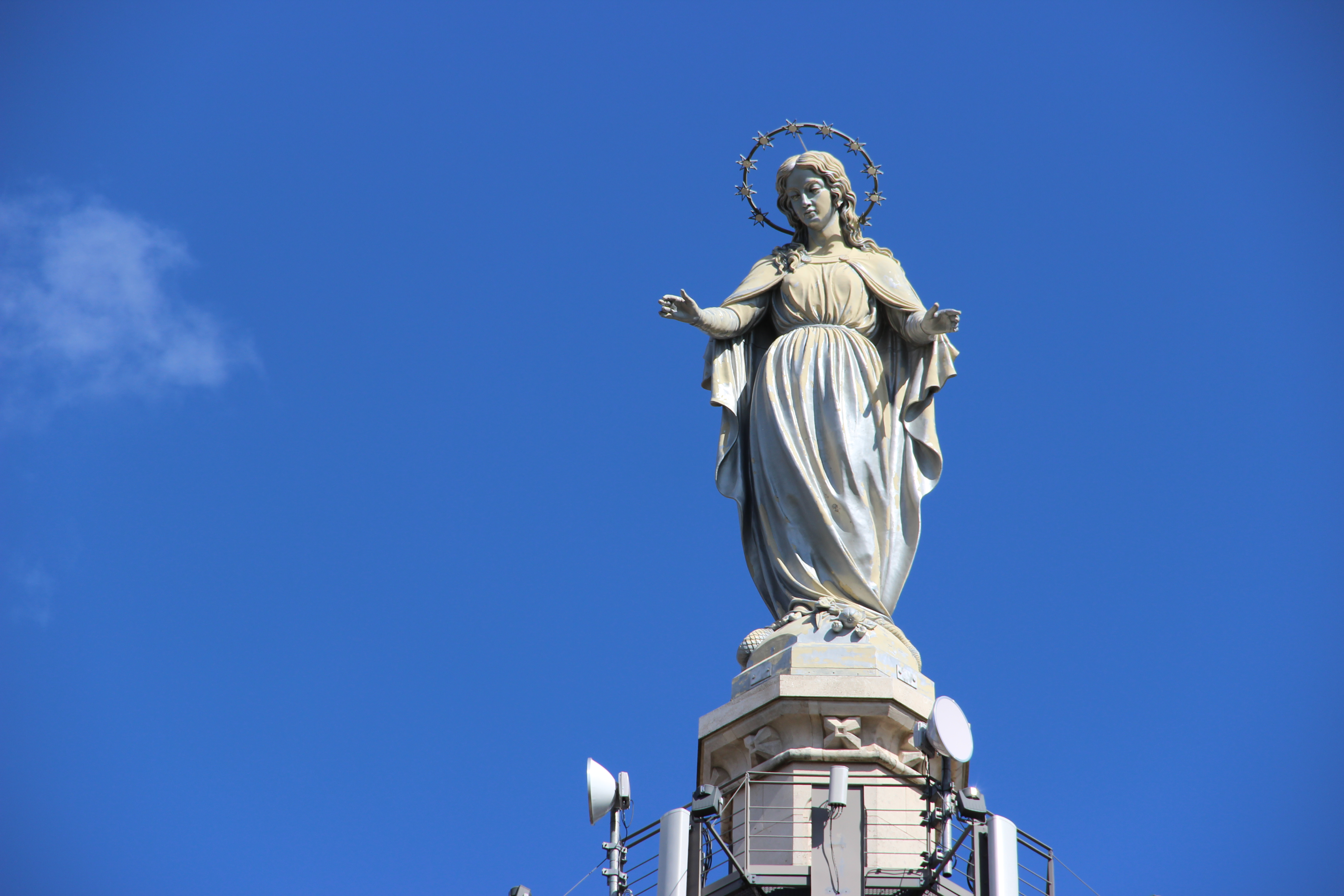
Basilique Notre-Dame de Sion à Saxon-Sion.
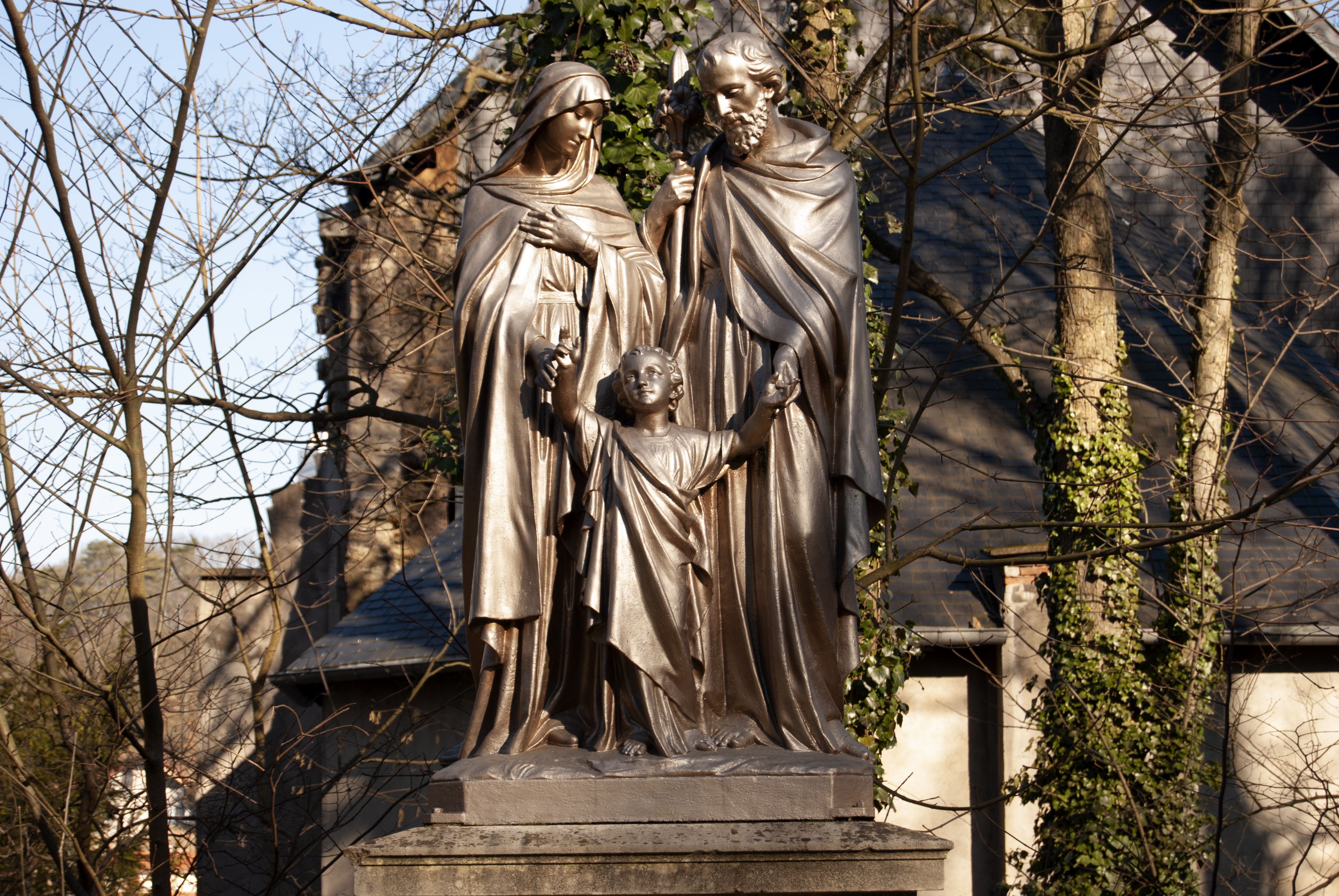
La Sainte Famille par l'Institut catholique de Vaucouleurs. Nancy, parc Saint-Mansuy.
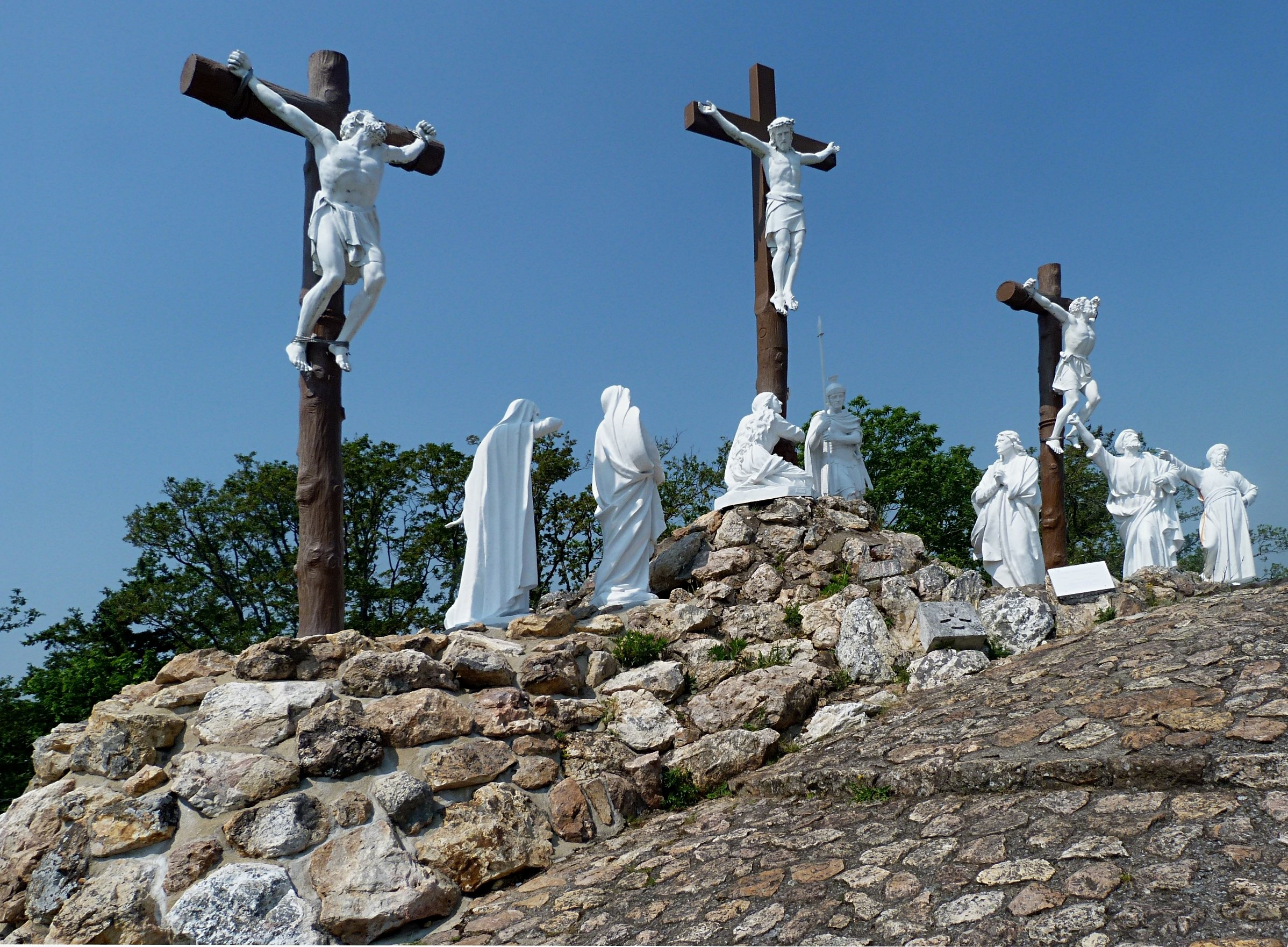
Pontchâteau - Calvaire.

## Caractéristiques esthétiques

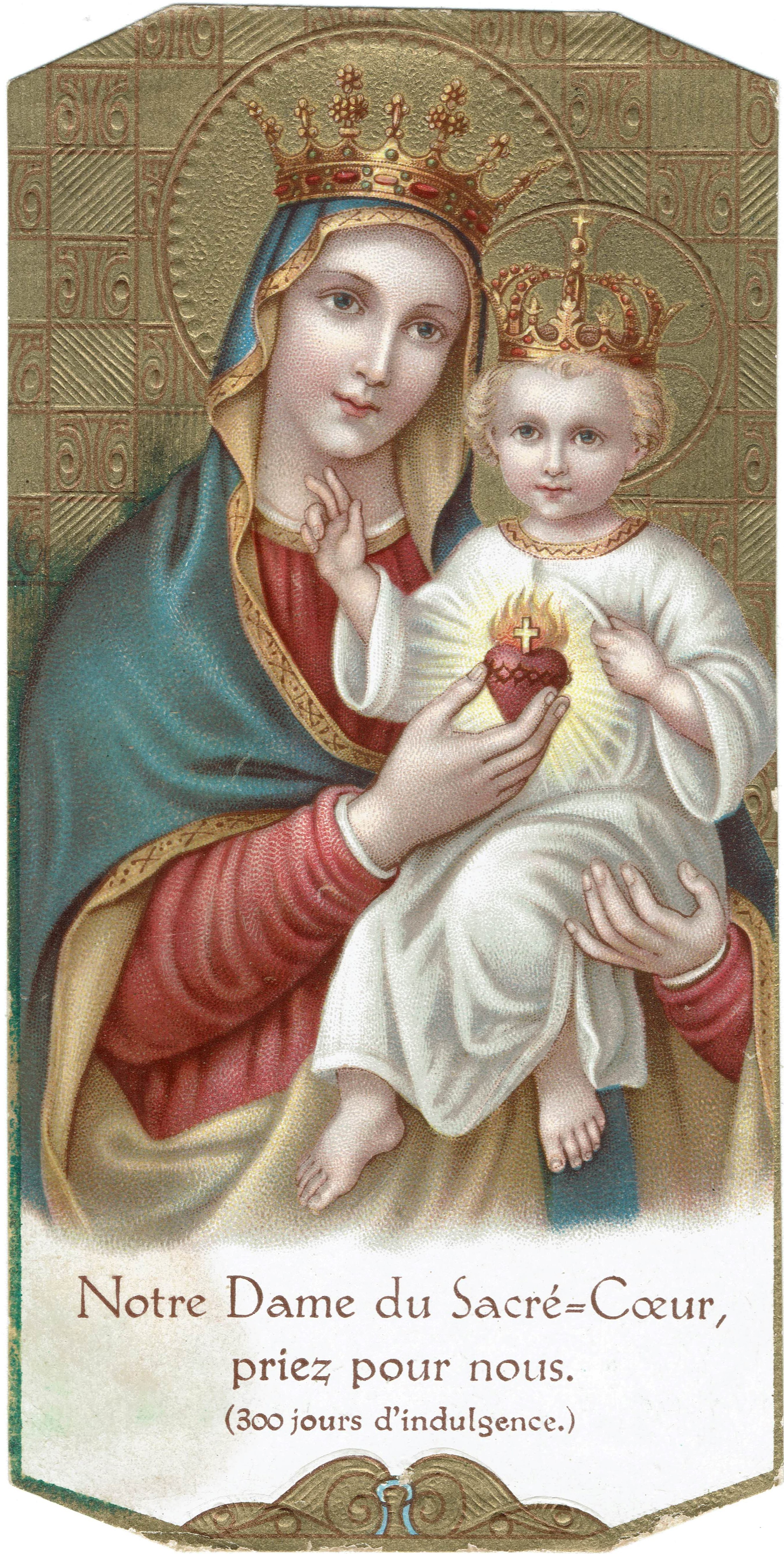
Notre-Dame du Sacré-Cœur. Image pieuse, début du XXe siècle.

Les œuvres de ce style expriment des sentiments de douceur, de paix et d’extase maîtrisée. Elles ont pour fonction, par l'émotion qu'elles suscitent, d’inciter le fidèle au recueillement et à la prière. 
Un certain sentimentalisme caractérise cette production, les personnages semblant vouloir interagir avec le spectateur et lui montrer leur bienveillance (images du Sacré Cœur tendant la main ou de Marie Immaculée abaissant son regard vers la terre et ouvrant ses bras en direction du fidèle qui la regarde). 

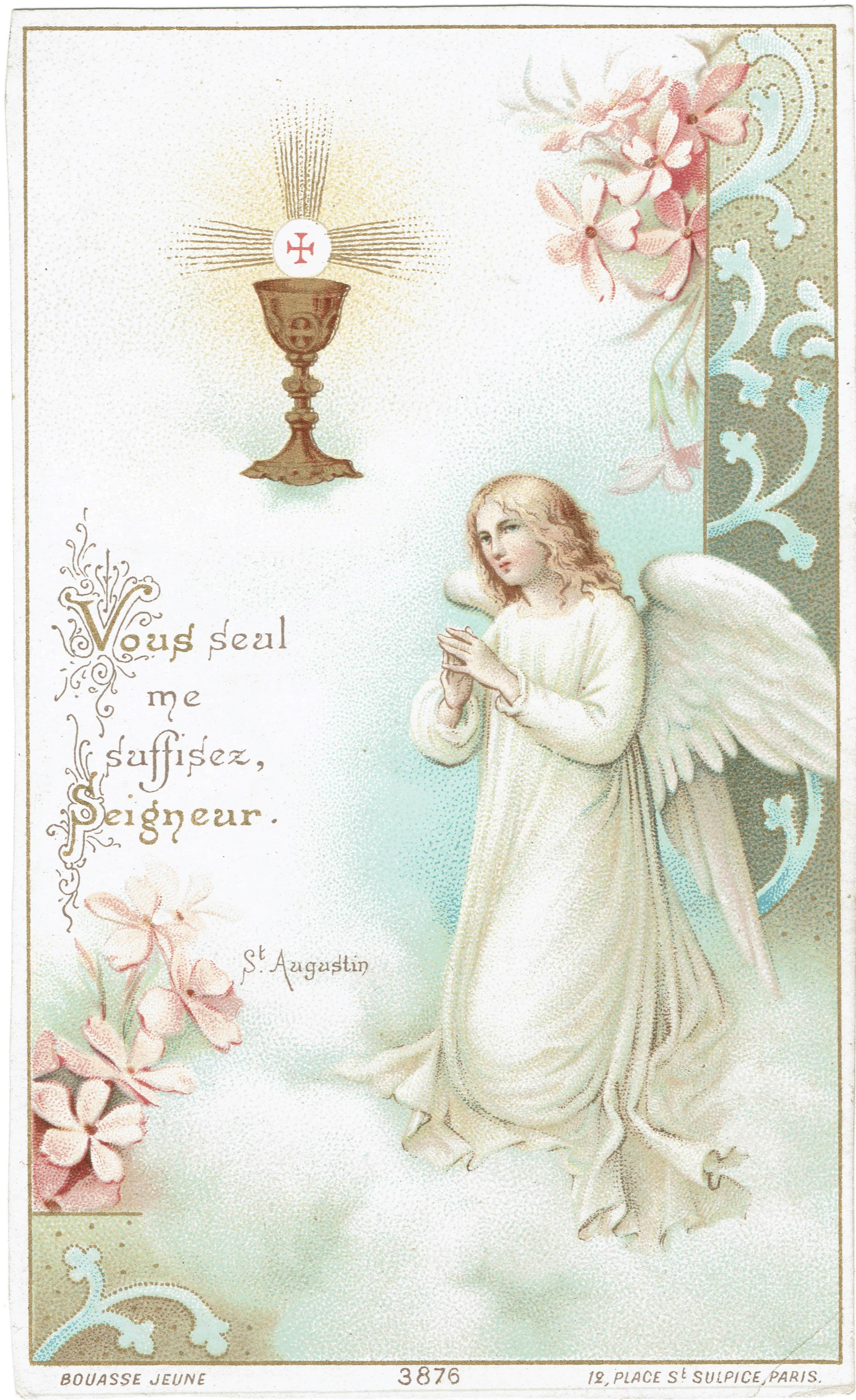
Image pieuse signée Bouasse Jeune, fin du XIXe siècle. Le sentimentalisme, visiblement traduit par les couleurs doucereuses, y est poussé à son paroxysme.

C’est contre ce sentimentalisme que sont menés les procès en « mièvrerie » de la fin du XIXe ou du XXe siècle. Si pour certains fabricants ou artistes, ce sentimentalisme reste léger comme chez les statuaires religieux qui fournissent les églises, chez d’autres il devient excessif voire outrancier (canivet parisien par exemple) entrainant rapidement la désapprobation des ecclésiastiques, et même du Vatican qui renforce son contrôle sur l’iconographie dès le XIXe siècle. 
Les personnages représentés sont aussi souvent déconnectés de la réalité terrestre et parfois représentés dans la gloire du ciel. Les vêtements, même les robes de bures, se parent alors de dorures et de frises polychromes.
Les visages, aux joues souvent légèrement rougeoyantes, sont beaux et idéalisés, au mépris parfois de la réalité du personnage représenté. 
La souffrance et les infirmités sont également absentes. La souffrance ne se rencontre véritablement que dans les scènes de la Passion où elle reste néanmoins contenue et exprimée par les expressions faciales ou les mains.

## Liens avec les styles "néo" et polymorphisme
Les œuvres présentent souvent un éclectisme assumé. Le contrapposto issu de l’art classique est courant dans la statuaire et l’art du vitrail. Il côtoie des polychromies et des plis de manteau, pris sous le bras ou la ceinture, d’inspiration médiévale en particulier néogothique. La physionomie des corps est fréquemment assez réaliste sans être aussi musculeuse que celle de l’art classique. De ce fait, il est parfois impossible de faire la différence entre le style saint-sulpicien et le néogothique par exemple. Enfin, il est fréquent qu'un statuaire propose aussi des œuvres franchement néoclassiques ou franchement néogothiques à côté d'œuvres plus saint-sulpiciennes.
En raison des contraintes économiques des clients, les œuvres sont souvent proposées en différentes matières. Ainsi la maison Raffl, statuaire, proposent à ses clients des statues en plâtre, en fonte, en bronze, en bois… Cela permet également de répondre à divers usages. Il faut que les statues destinées aux processions soient légères ; le carton romain est alors recommandé. 
Dans le cadre d’œuvres destinées à des églises, pour faciliter leur intégration dans des intérieurs de style divers, le commanditaire peut également commander une œuvre avec des finitions en accord avec le style de son église. Ainsi une polychromie "extra-riche" (imitation brocart) convient probablement à une statue destinée à décorer un riche retable médiéval et une dorure intégrale à une statue destinée à s’intégrer à un retable doré du XVIIIe siècle.

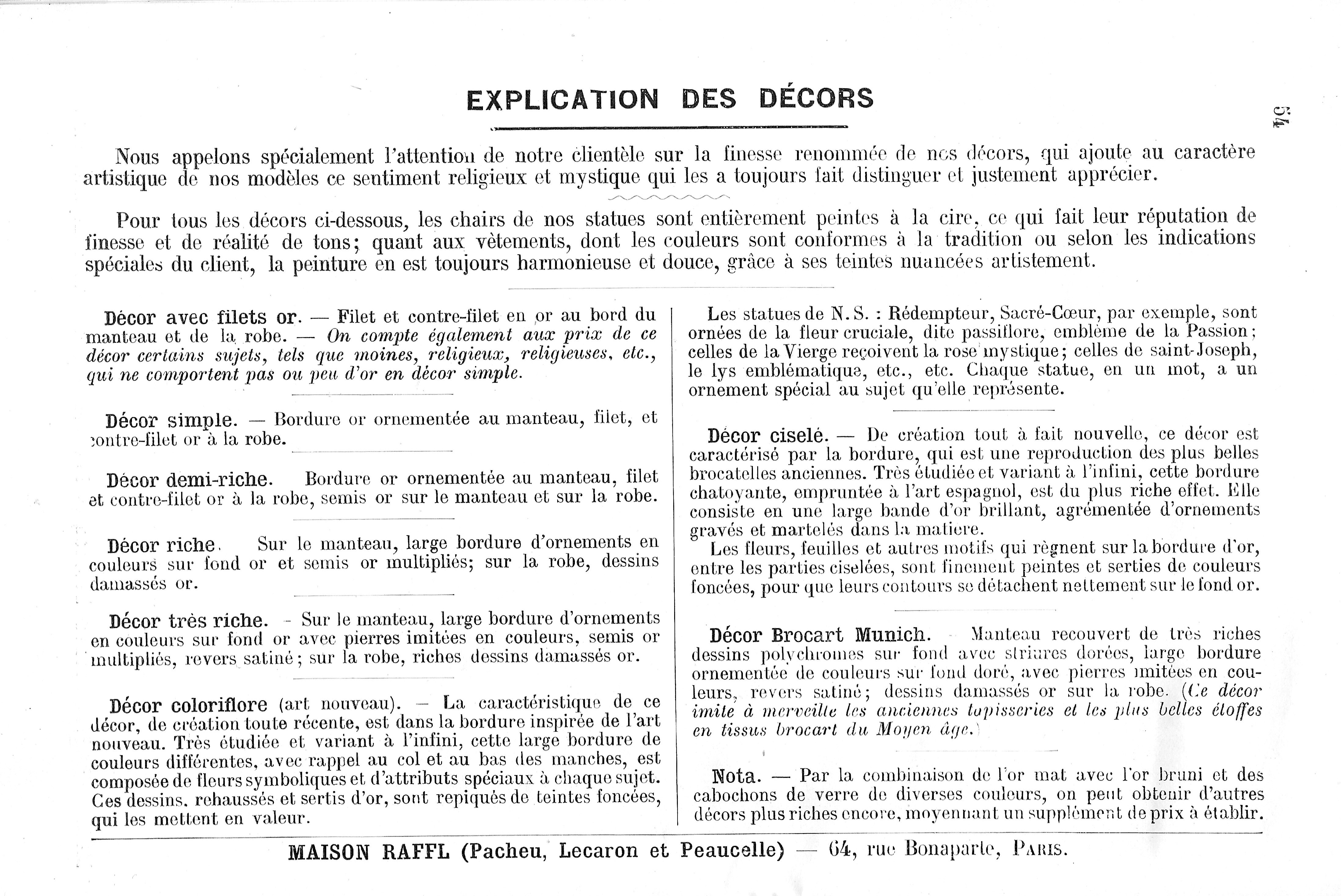
Maison RAFFL - catalogue n°52. Explication des différents décors disponibles.
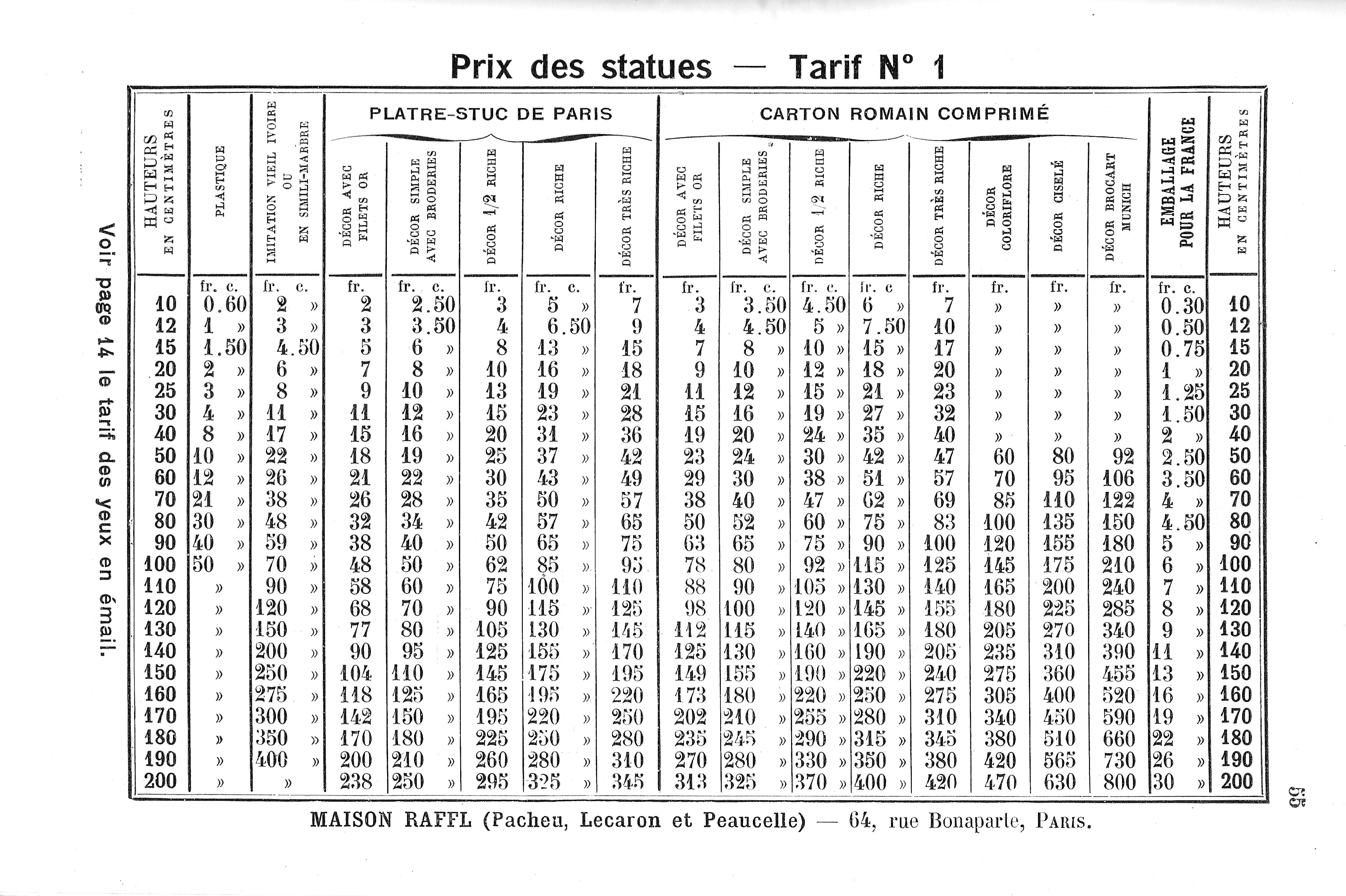
Maison RAFFL - catalogue n°52. Prix, tailles et matériaux disponibles.
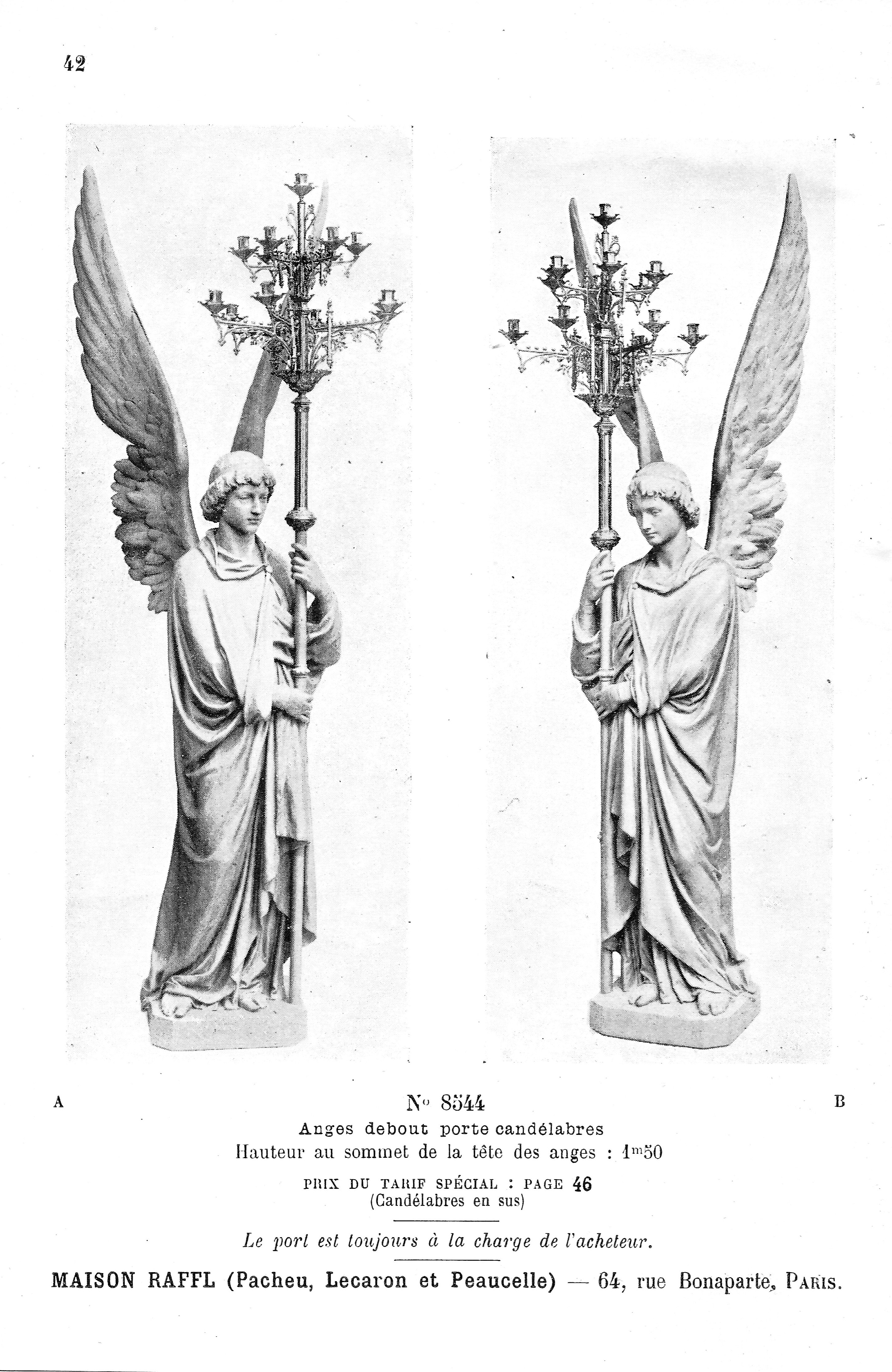
Maison RAFFL, Anges néogothiques avec physionomie réaliste.
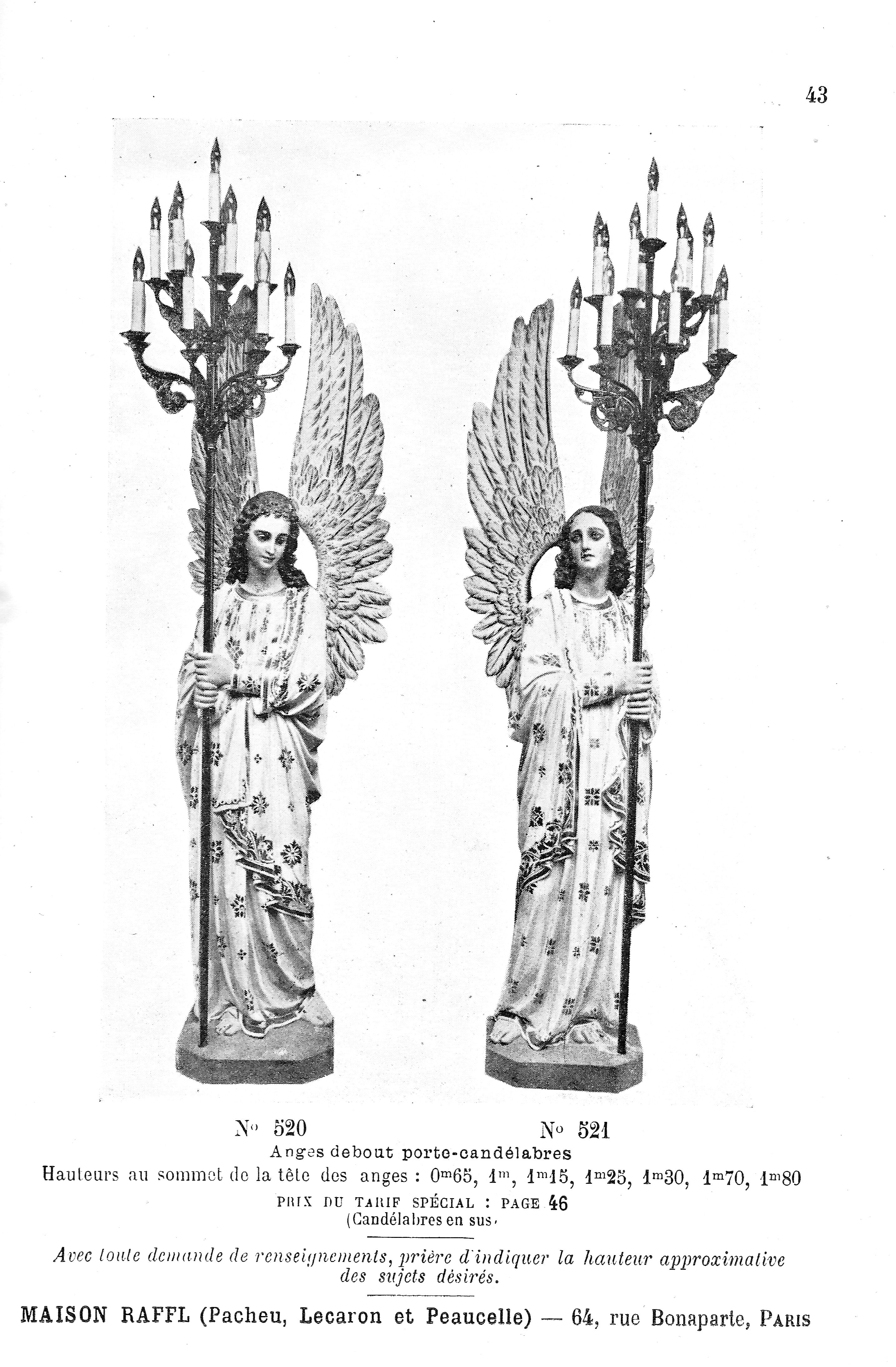
Anges emblématiques de la production de la maison Raffl. Aspect très sulpicien avec expression sentimentale, contrapposto, polychromie d'inspiration médiévale.

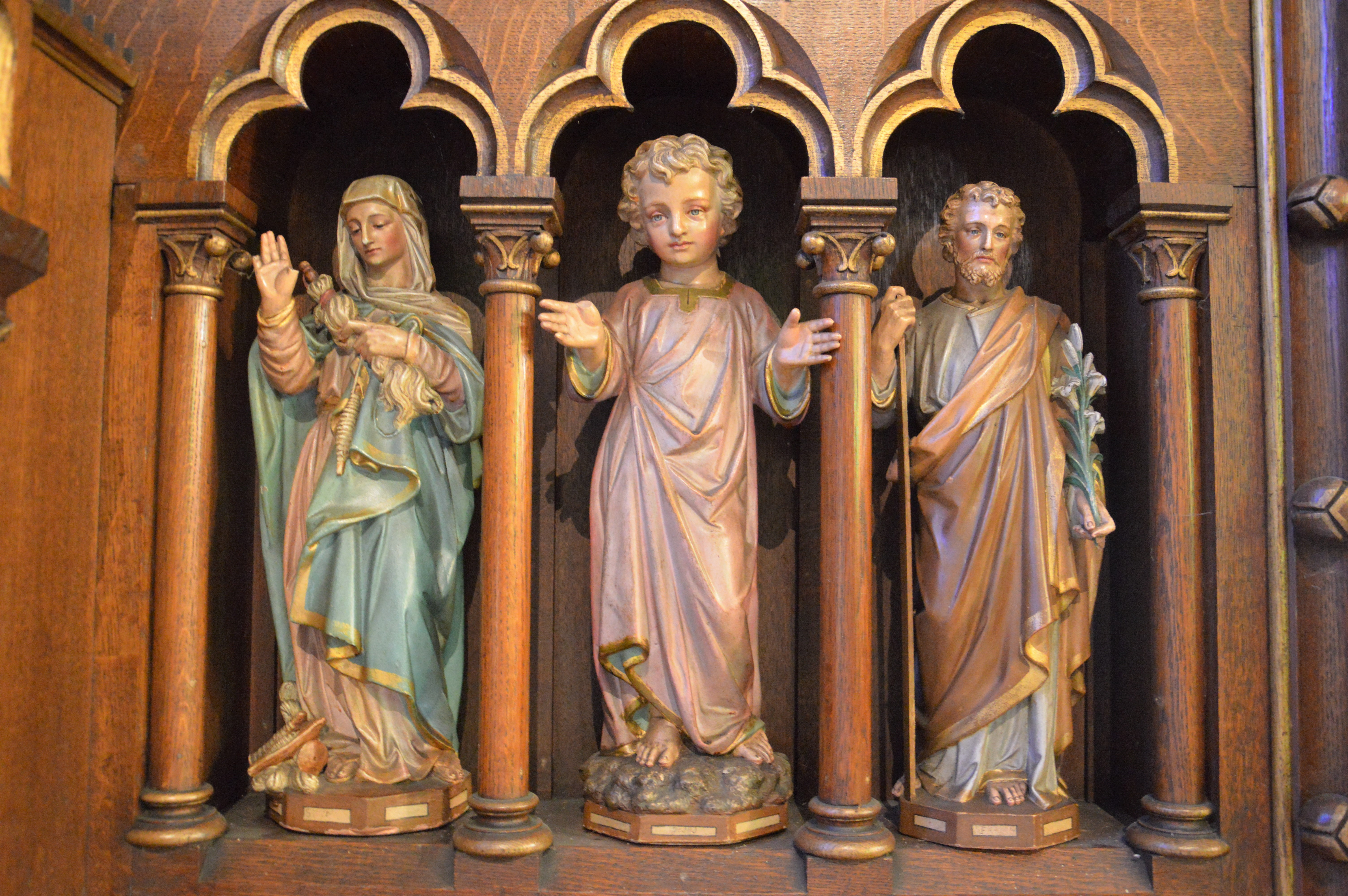
Houchin (62), église Saint-Omer. Les petites statues en terre cuite de la manufacture de Vendeuvre-sur-Barse occupent des niches prévues pour elles. Autel réalisé par la maison Pattein d'Hazebrouck, atelier de sculptures et d'ameublement ecclésiastiques, en 1883.

Une même œuvre peut donc se présenter sous diverses tailles, formes ou matières. Le client choisit ce qu’il veut grâce au choix sur catalogue avec diverses options disponibles. Enfin, il est fréquent de voir des églises purement néogothiques dotées de statues clairement saint-sulpiciennes (mais à décor néogothique). En effet, l'achat de ce type de statue était probablement moins couteux que la réalisation d'une sculpture originale.

## Œuvres et thématiques

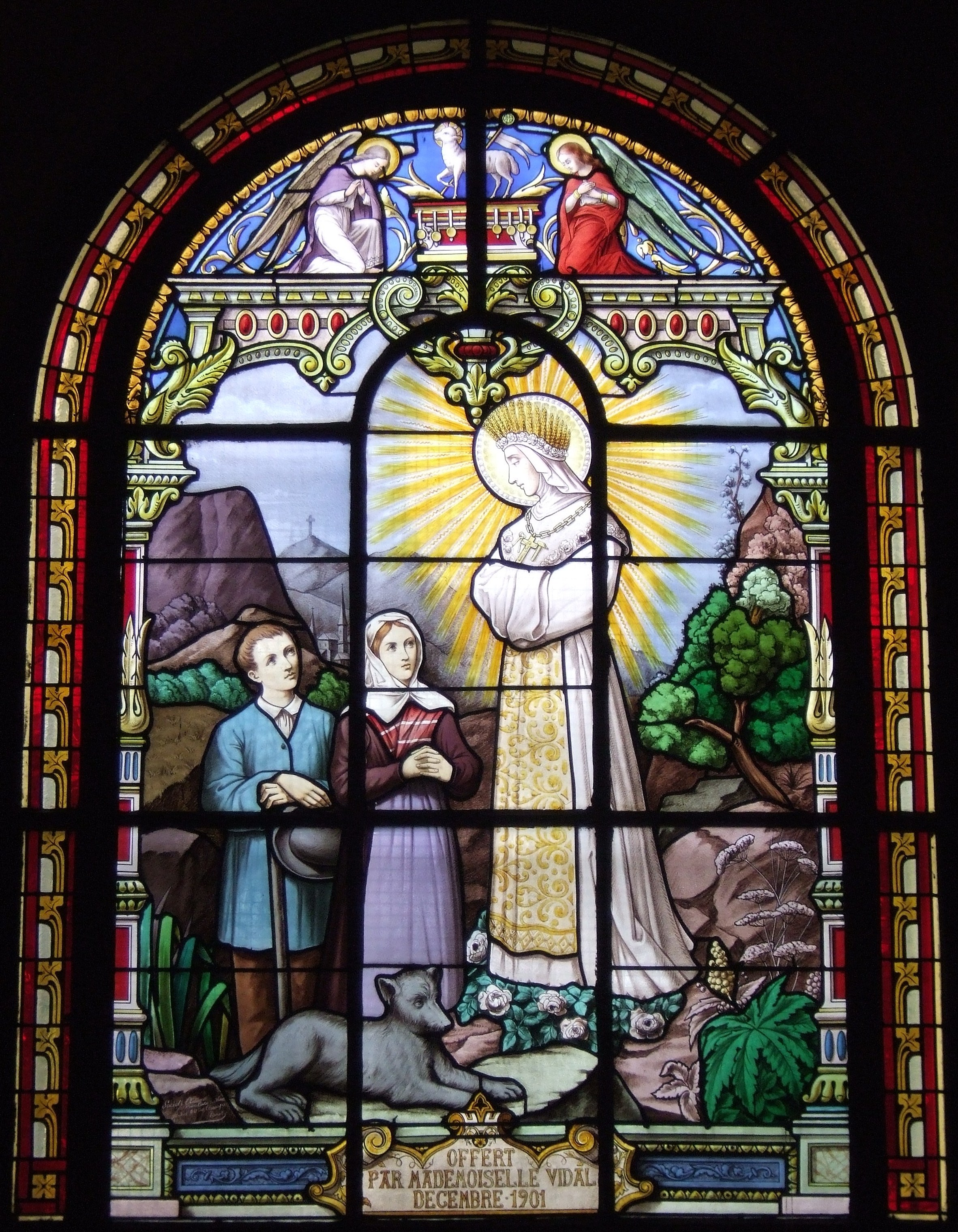
Le style sulpicien appliqué au vitrail : l'apparition de la Vierge à La Salette (1901) - église de Bois-Colombes.

La plupart des œuvres qualifiées de saint-sulpiciennes représentent des portraits de saints (images ou statues) ou des scènes de leurs vies, des anges (céroféraires, thuriféraires, adorateurs, musiciens…), le Christ, la Vierge Marie et notamment dans le cadre d’apparitions. Ainsi, parmi les œuvres les plus courantes, se trouvent les images de Notre-Dame de Lourdes, de la Vierge immaculée (selon le modèle de la médaille miraculeuse), le Sacré Cœur (apparitions à Paray-le-Monial). En extérieur sont représentés le Calvaire et les scènes de la Passion. 
Dernier avatar du XXe siècle, la statue de sainte Thérèse de Lisieux réalisée par Louis Richomme (en religion, frère Marie-Bernard) représente un incontournable de la statuaire saint-sulpicienne d’un grand nombre d’églises.  
Pour l'art du vitrail sulpicien, certains vitraux de l'église Saint-Médard à Tremblay-en-France sont représentatifs, parmi d'autres. 
Néanmoins, l'expression « style sulpicien » reste encore aujourd'hui très ambigüe car elle englobe dans une même appellation des styles, des périodes et des auteurs très différents regroupés dans une même dénomination conçue à l'origine pour être péjorative, appellation sous-entendant la copie et la reproduction d'œuvres dont certaines en grandes séries.   

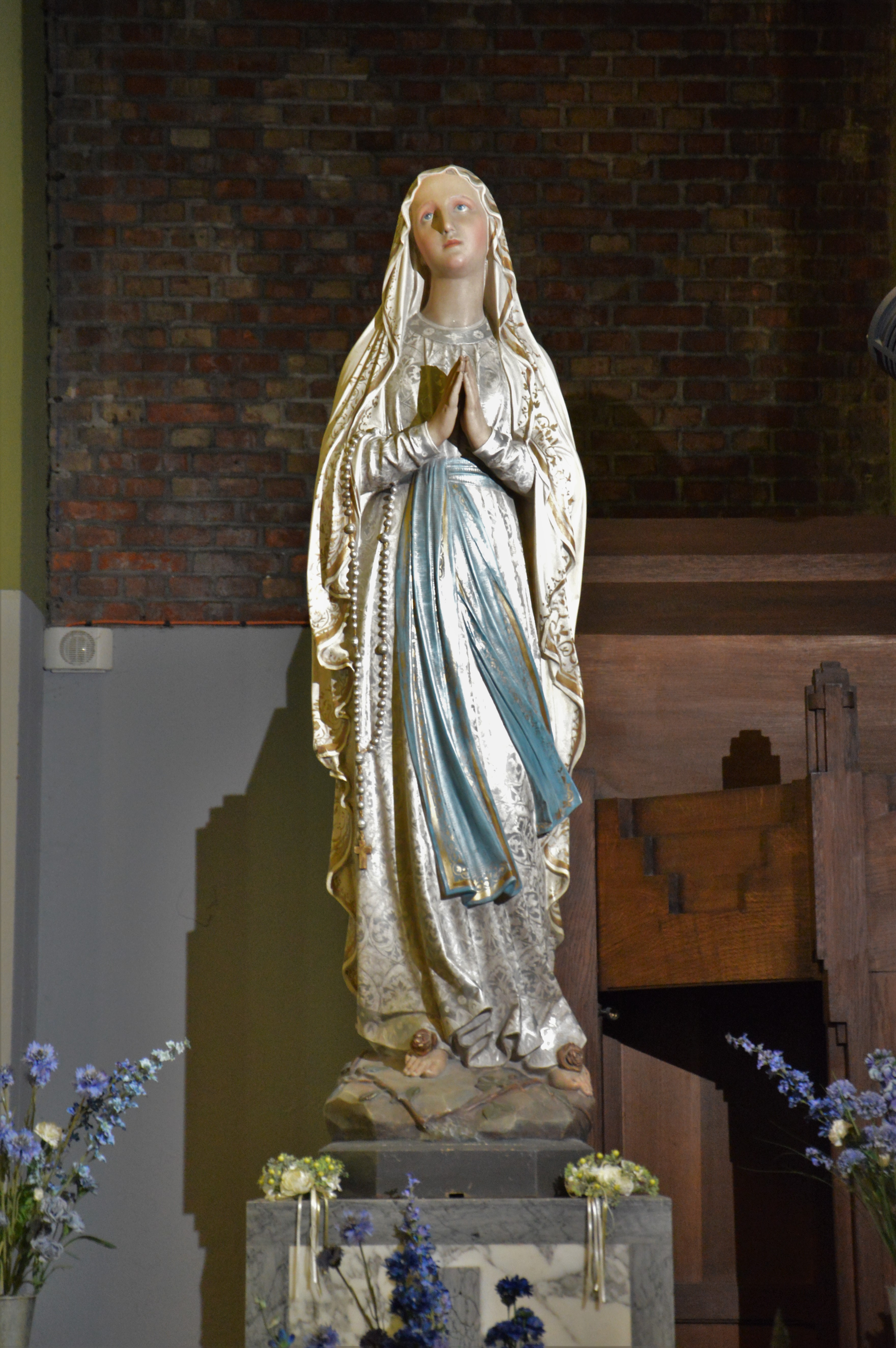
Statue de Notre Dame de Lourdes, plâtre, maison Raffl. Église de Comines (59).
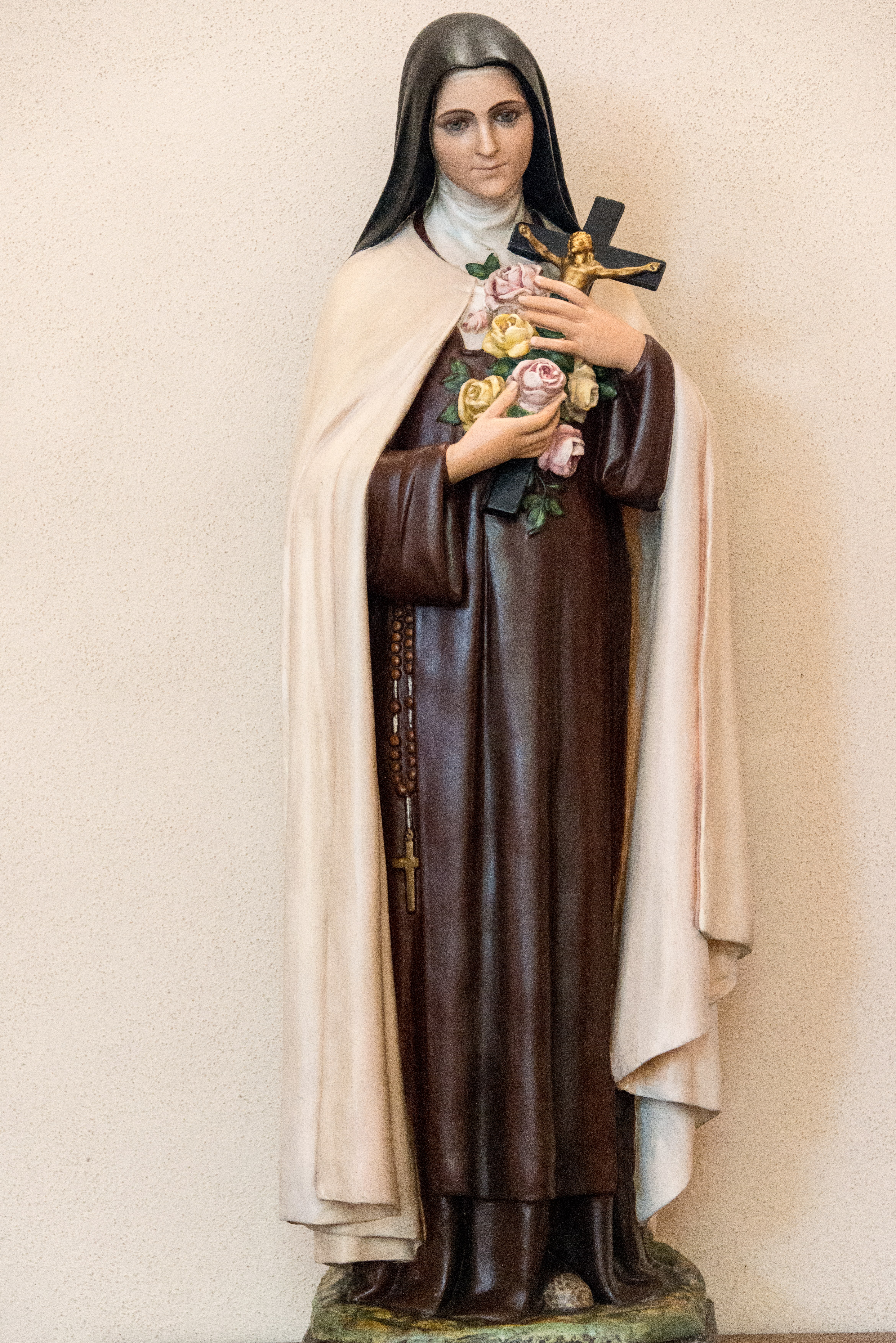
Sainte Thérèse de Lisieux par Louis Richomme.
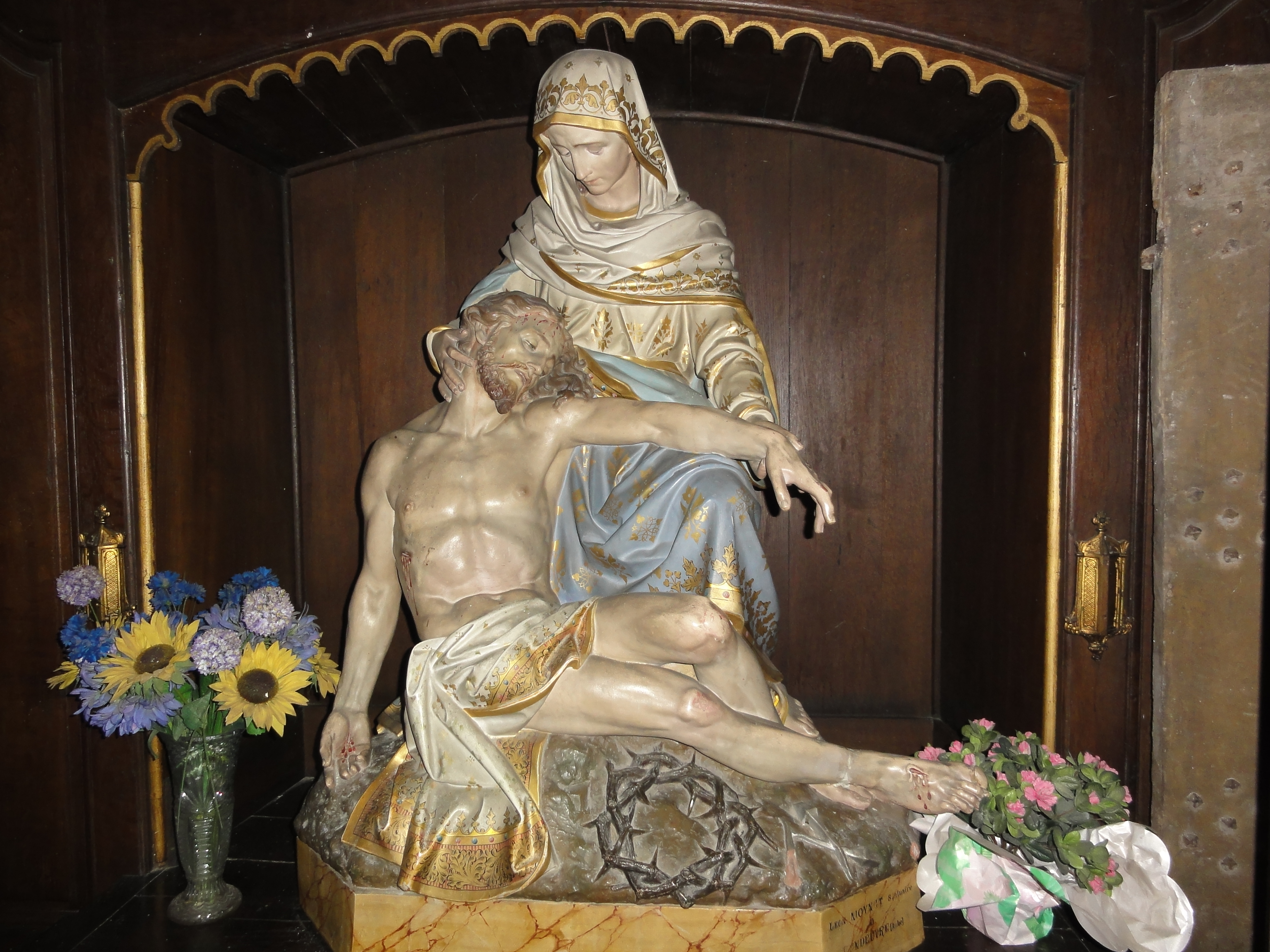
Pieta, terre cuite de la Sainterie de Vendeuvre. Église de Dompierre-sur-Helpe (59).
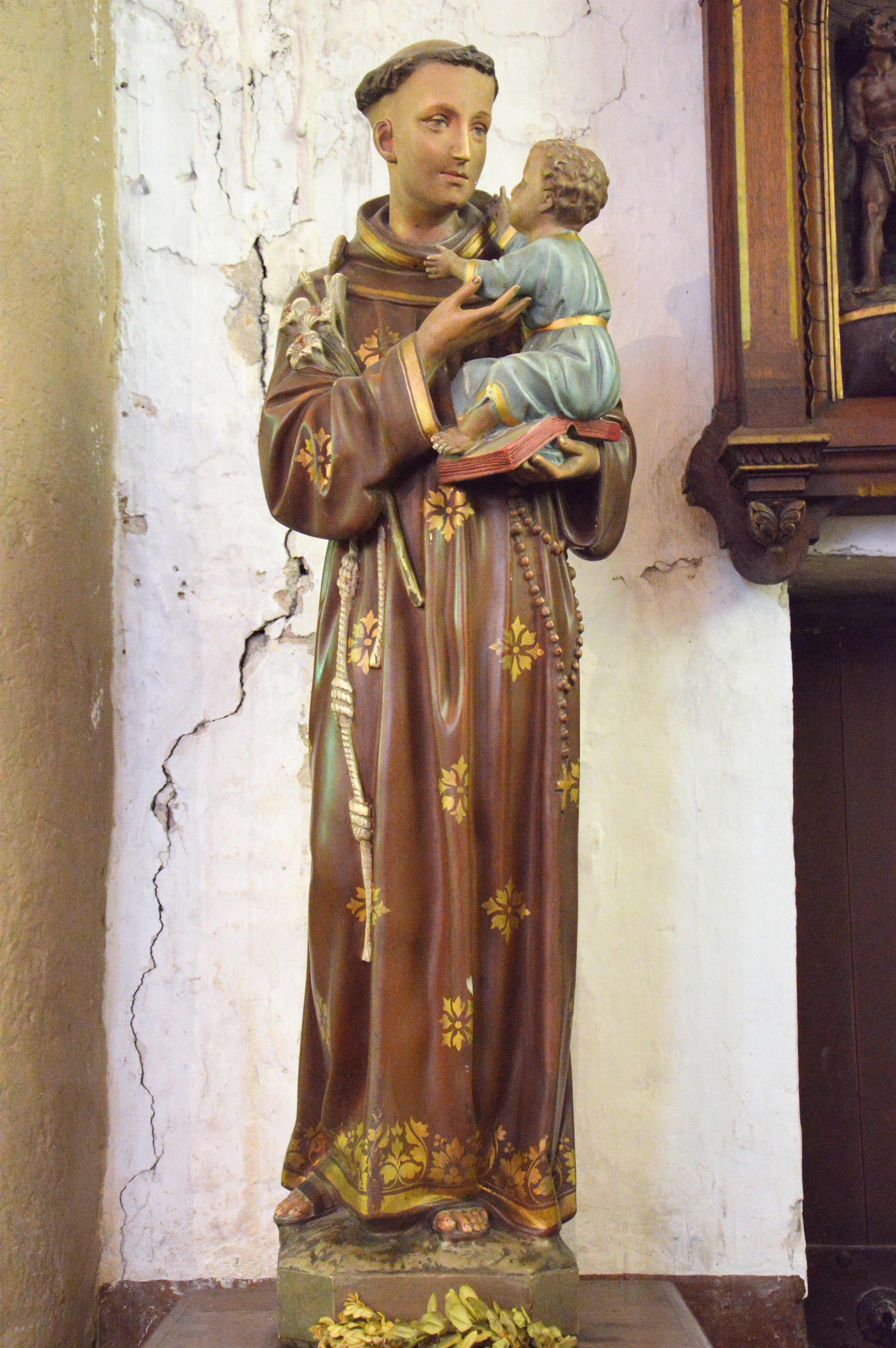
Statue de saint Antoine de Padoue, plâtre. Église d'Houchin (62).
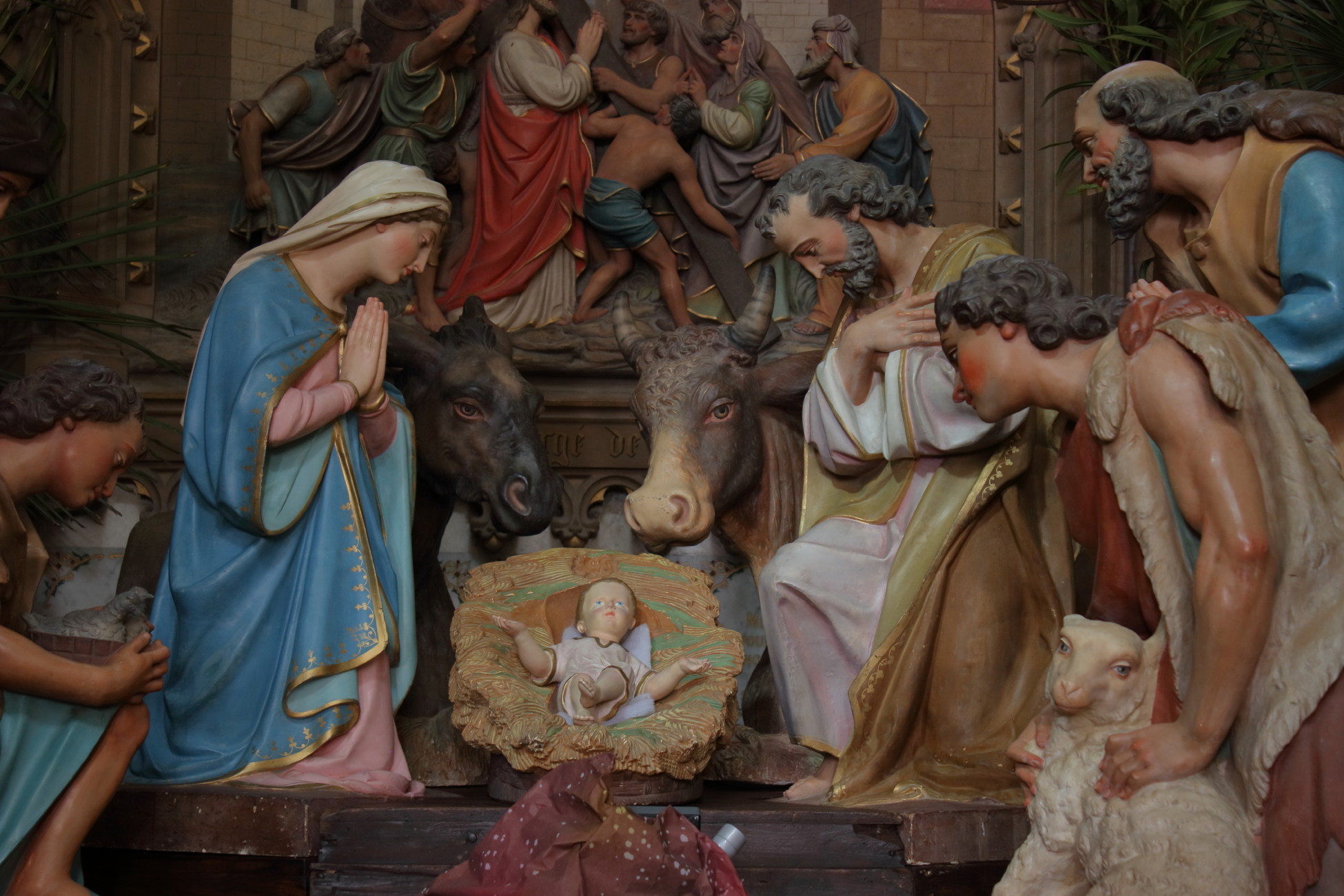
Crèche de la basilique Notre Dame des enfants à Châteauneuf-sur- Cher - 1887.

## Principaux représentants

### Statuaire

#### En France
- Maison Raffl (ou La Statue religieuse de Paris), manufacture dont les œuvres sont de loin les plus répandues.
- Manufacture d’art chrétien de Vendeuvre-sur-Barse, communément appelée la « Sainterie », fondée par Léon Moynet.
- Institut catholique de Vaucouleurs ou Union internationale artistique, fondée par Martin Pierson.
- Maison Rouillard d'Angers, éditeur d'un grand nombre d’œuvres d'Henri Bouriché.
- Maison Duffour.
- Maison Giscard de Toulouse.
- Maison Virebent de Toulouse, particulièrement Gaston Virebent.
- Maison Champigneulle de Metz. Aujourd'hui connue pour ses vitraux, la manufacture a aussi fabriqué des statues.

#### En Allemagne
- Maison Mayer de Munich, fondée par Joseph Mayer. Elle édite plusieurs sculptures de Joseph Knabl.
- Carl Walter, sculpteur dont les ateliers étaient situés à Trèves[5].

#### En Belgique
- Maison Henri Gerard de Namur
- Maison Billaux-Grossé
- Maison Parentani

#### Aux États-Unis
- Daprato Statuary Company[6]

#### En Espagne
- El Arte Cristiano[7]

### Éditeurs d'images

#### En France
- Maison Bouasse-Lebel

#### Généralités sur le contexte religieux et artistique
- Jean-Michel Leniaud, La Révolution des signes : l'art à l'église, 1830-1930, Éditions du Cerf, 2007, 428 p. (ISBN 978-2-204-08184-9).
- Isabelle Saint-Martin (préf. François Boespflug), Art chrétien / Art sacré - Regards du catholicisme sur l'art (France, XIXe – XXe siècle), Rennes, Presses universitaires de Rennes, 2014, 337 p. (ISBN 978-2-7535-3256-4).

#### Sur le style sulpicien
- Claude Savart, « À la recherche de l'art dit "de Saint-Sulpice" », Revue d'histoire de la spiritualité, no 52,‎ 1976, p. 265-282.
- Abbé Jean Durand, Le Paradis d'un homme créatif : une manufacture d'art chrétien, L'Argilière du Thoais, ArTho, 1975 (réimpr. 2006) (ISBN 2-913163-15-7).
- Abbé Jean Durand, Le Paradis d'un homme créatif : les statues dites de Saint-Sulpice. À Vendeuvre (Aube) et à Vaucouleurs (Meuse), L'Argilière du Thoais, ArTho, 1982 (réimpr. 2006) (ISBN 2-913163-15-7).
- Christian Pacco, Sur la terre comme au ciel : la statuaire de dévotion en plâtre en Namurois 1850-1950 - études historique et iconographique, Namur, Société archéologique de Namur, 2010, 224 p. (ISBN 978-2-87502-019-2).
- Bernard Berthod, Elisabeth Hardouin-Fugier, Gaël Favier (ill. Camille Déprez), Dictionnaire des arts liturgiques, Frémur éditions, 2015 (ISBN 979-10-92137-05-7).
- (de) Arthur Fontaine, Die religiösen Terrakotta-Bildnisse aus den "Kunstanstalten" des 19. Jahrhunderts, Books on demand, 2016, 140 p. (ISBN 978-3-7392-2764-1, lire en ligne).
- (en) Joanna Lubos-Kozieł, « Ambiguous Heritage: ‘Plaster Saints’, Cast-iron Christs and other Mould-made Catholic Sculptures from the Second Half of the 19th and the Early 20th Centuries », Muzeológia a kultúrne dedičstvo, no 2,‎ 2019, p. 77-94 (lire en ligne [PDF]).
- (de) Joanna Lubos-Kozieł, « Der Markt für katholische künstlerische Massenproduktion in der zweiten Hälfte des 19. Jahrhunderts und am Anfang des 20. Jahrhunderts », Opuscula Historiae Artium, no 68,‎ 2019, p. 22-39 (lire en ligne [PDF]).
- Pauline Carminati (préf. Isabelle Saint-Martin, postface Philippe Boutry), Le Paradis en boutique : l'édition de sculptures religieuses au XIXe siècle, Presses universitaires de Rennes, 2024, 364 p. (ISBN 978-2-7535-9471-5)Il s'agit de l'étude en français la plus complète à ce jour.

#### Sur certains artistes
- Mgr Justin Fèvre, Vie et travaux de M. Léon Moynet, statuaire à Vendeuvre par Mgr Fèvre, protonaire apostolique, Saint Dizier, Veuve Carnandet, 1880 (lire en ligne).
- Michel Vaissier, Henri Bouriché : sculpteur angevin, La Taverne aux poètes, 1981.
- Pierre Descouvemont, Le Père Marie-Bernard, sculpteur de Thérèse, Paris, Beauchesne, 2018, 160 p. (ISBN 978-2-7010-2262-8).
- (de) Arthur Fontaine, Die "Anstalt für kirchliche Kunst" des Carl Walter (1833-1922) in Trier, Books on demand, 2023, 48 p. (ISBN 978-3-7528-1520-7, lire en ligne).

#### Sur la critique de l'art sulpicien
- Abbé A.Hurel, L'Art religieux contemporain, étude critique, Paris, Librairie académique, Didier et Cie, libraires-éditeurs, 1868, 459 p. (lire en ligne).
- Joris-Karl Huysmans, Les Foules de Lourdes, 1906, 250 p. (lire en ligne), p. 79-89.
- Maurice Brillant, L'Art chrétien en France au XXe siècle : ses tendances nouvelles, Paris, Bloud & Gay, 1927, 464 p. (lire en ligne), p. 5-13.
- Paul Claudel, « Le goût du fâde », Sept : l'hebdomadaire du temps présent,‎ 19 octobre 1934, p. 8-9 (lire en ligne ).
- Raymond Regamey, « Le problème de l'art religieux », Sept : l'hebdomadaire du temps présent,‎ 19 octobre 1934, p. 6-7 (lire en ligne ).
- Georges Desvallières, « Plaidoirie pour le mauvais goût », Sept : l'hebdomadaire du temps présent,‎ 19 octobre 1934, p. 9 (lire en ligne ).
- Yves Sjöberg, Mort et résurrection de l'art sacré, Paris, Grasset, coll. « Église et temps présent », 1957, 389 p. (lire en ligne), I : Mort de l'art sacré, p. 23-56.